# Madavalli, Belur
Madavalli là một làng thuộc tehsil Belur, huyện Hassan, bang Karnataka, Ấn Độ.